# 阿尔弗雷德·赫尔豪森

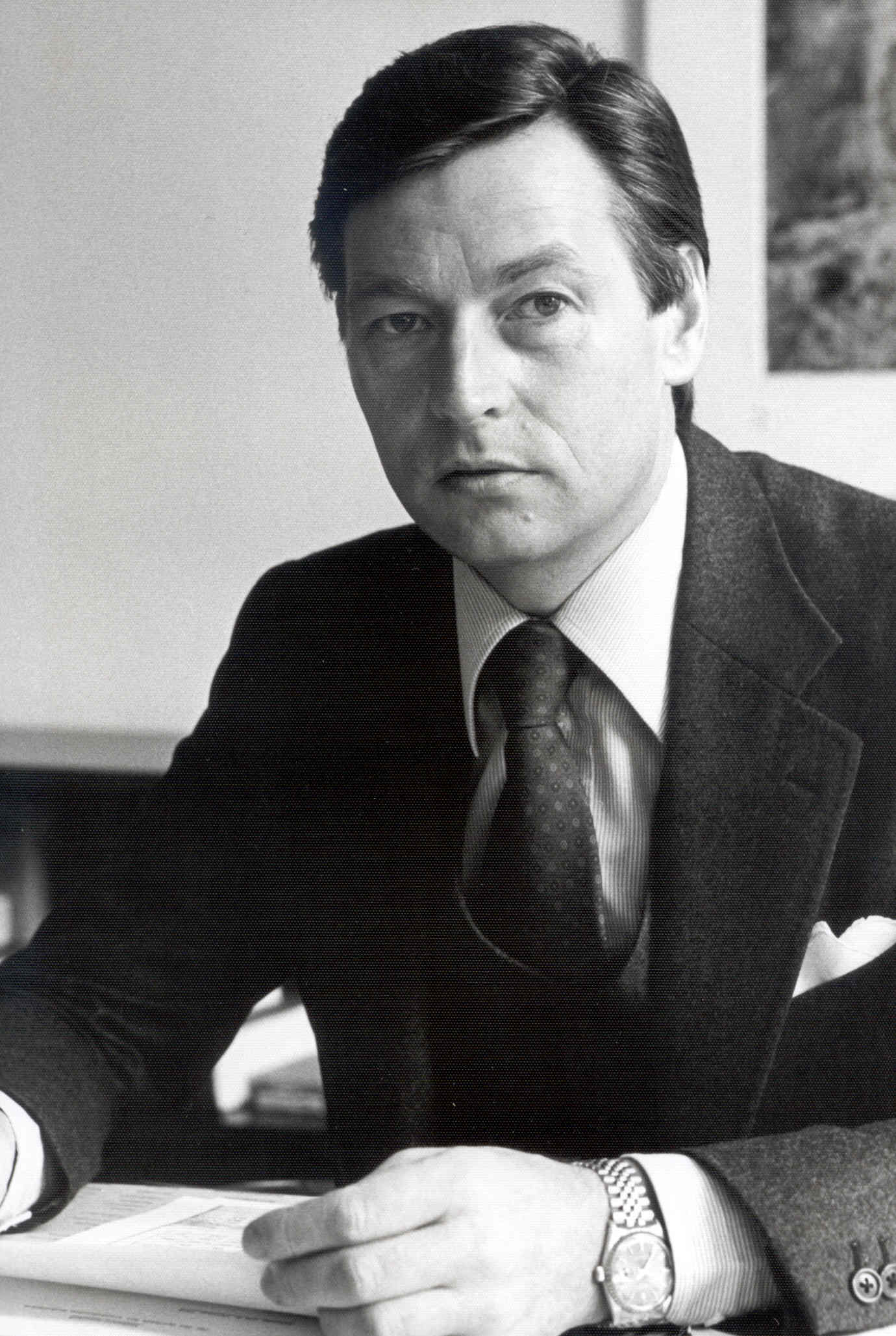
Alfred Herrhausen (1985)

阿爾弗雷德·赫爾豪森（Alfred Herrhausen  1930年1月30日—1989年11月30日），德意志銀行董事會主席，有「東方金融政策建築師」之稱。
赫爾豪森從70年代加入德意志銀行，多次秘密出手擾亂、破壞東德的經濟，在1989年11月30日在乘車上班時被路邊炸彈炸死，凶手至今未找到。有关方面怀疑为紅軍派所为。